# ويليام غرين (سياسي)
ويليام غرين (بالإنجليزية: William Green)‏ هو نقابي وسياسي أمريكي، ولد في 3 مارس 1873 في الولايات المتحدة، وتوفي في 21 نوفمبر 1952.

## روابط خارجية
- ويليام غرين على موقع الموسوعة البريطانية (الإنجليزية)
- ويليام غرين على موقع مونزينجر (الألمانية)